# The Age of Nero
The Age of Nero é o sétimo álbum de estúdio da banda norueguesa de black metal Satyricon, lançado em 3 de Novembro de 2008 pela gravadora Roadrunner.

## Lista de Faixas
Todas as composições creditadas a Satyr.
| N.º            | Título                      | Duração |  |
| 1.             | "Commando"                  | 4:29    |  |
| 2.             | "The Wolfpack"              | 4:05    |  |
| 3.             | "Black Crow on a Tombstone" | 3:52    |  |
| 4.             | "Die by My Hand"            | 7:07    |  |
| 5.             | "My Skin Is Cold"           | 5:15    |  |
| 6.             | "The Sign of the Trident"   | 6:58    |  |
| 7.             | "Last Man Standing"         | 3:40    |  |
| 8.             | "Den Siste"                 | 7:24    |  |
| Duração total: | Duração total:              | 42:43   |  |

## Integrantes
- Satyr – vocal, guitarra, baixo, teclado
- Frost – bateria

## Desempenho nas paradas
| Parada musical (2008)      | Posição |
| -------------------------- | ------- |
| Finnish Albums Chart       | 30      |
| French Albums Chart        | 136     |
| German Albums Chart        | 73      |
| Norwegian Albums Chart     | 5       |
| Swedish Albums Chart       | 26      |
| U.S. Top Heatseekers Chart | 18      |